# Убийство Хуана Джумалона
Убийство Хуана Джумалона произошло 5 ноября 2023 года во время прямого эфира местной радиостанции 94.7 Gold Mega Calamba FM в домашней студии.

## Ведущий
Хуан Тумпаг Джумалон (таг. Juan Jumalon, 2 августа 1966 — 5 ноября 2023) — филиппинский радиоведущий. Он работал ведущим на местной радиостанции 94.7 Gold Mega Calamba FM до того момента, как был застрелен во время прямой трансляции неизвестным преступником в своём доме в Каламбе, Западный Мисамис.
Хуан Джумалон стал вторым журналистом, убитым на острове Минданао во время эфира с 1985 года, четвёртым журналистом, убитым при администрации Бонгбонга Маркоса с момента его вступления в должность в июне 2022 года, и 199-м в целом после свержения диктатора Фердинанда Маркоса в 1986 году. Перед своей смертью Джумалон регулярно вёл трансляцию из студии радиостанции 94.7 Gold Mega Calamba FM на своей странице в Facebook, на которую подписаны около 2400 человек. По данным Комитета по защите журналистов, Филиппины заняли восьмое место в мире по самым опасным местам для журналистов по состоянию на 2023 год. В рейтинге стран по свободе прессы от «Репортёров без границ» за 2023 год, Филиппины оказались на 132-м месте.

## Убийство
5 ноября 2023 года, у себя дома в Каламбе, Западный Мисамис, Хуан Джумалон, также известный в эфире как «Джонни Уокер» (англ. Johnny Walker), вёл трансляцию из студии своей радиостанции 94.7 Gold Mega Calamba FM в Facebook. Около 5:22 утра (UTC+8) двое мужчин в кепках появились у ворот дома под предлогом публичного объявления о пропаже вещей боевика. После того, как сотрудники согласились, один из них выхватил пистолет и нацелился на сотрудника, а другой вошел в радиобудку, где дважды выстрелил в ведущего, попав ему в нижнюю губу и заднюю часть головы. Джумалону на момент убийства было 57 лет. Преступник украл ожерелье, а затем быстро скрылся с третьим сообщником на мотоцикле, который действовал в качестве наблюдателя. Убийство было зафиксировано как на прямой трансляции в Facebook, так и на камеру видеонаблюдения; первый показывает кровь, которая идёт изо рта Джумалона после того, как его застрелили, под живую инструментальную музыку. Оригинальная прямая трансляция Джумалона была удалена с Facebook до того, как пользователи сети выложили запись экрана, запечатлевшая момент убийства.
Члены семьи срочно доставили Джумалона в больницу, но по прибытии он скончался на пути в больницу. Семья заявила, что никаких угроз в адрес Джумалона им не поступало. Вдова Джумалона Джерребель Джумалон считала, что мотивом убийства её мужа была личная неприязнь, поскольку убитый телеведущий сосредоточил внимание в своей радиопрограмме только на развлекательных целях. Госпожа Джумалон рассказала, что перед тем, как её мужа убили, он выиграл в суде дело, связанное со спором по поводу земли, на которой расположена их радиостанция.

## Расследование
Полиции ещё предстоит опознать как минимум троих подозреваемых в убийстве, в том числе двух боевиков и водителя, скрывшегося с места происшествия. Они выясняют, было ли это связано с работой или личными делами. 6 ноября полиция опубликовала фоторобот одного из подозреваемых в убийстве телеведущего. Директор полиции Западного Мисамиса, полковник Дуайт Монато сообщил, что за два дня до своей смерти у Джумалона произошел ожесточённый земельный спор с двумя людьми. Они также добавили, что при совершении преступления преступник использовал пистолет 45-го калибра. 8 ноября в полиции заявили, что установили имя одного из подозреваемых, но не раскрыли его, поскольку расследование продолжается. Трём подозреваемым предъявлены обвинения в убийстве и краже.

## Реакции
Президент Бонгбонг Маркос осудил убийство Джумалона и призвал национальную полицию выследить преступника. Маркос добавил, что «нападения на журналистов недопустимы в нашей демократии». Национальный союз журналистов Филиппин (NUJP) и Совет независимой прессы Минданао (MIPC) назвали убийство «наглым» и «варварским». Управление по связям с общественностью президента (PCO) выразило соболезнования семье Джумалона и осудило нападение на журналистов. Сенаторы Бонг Ревилла и Робин Падилья призвали правоохранительные органы провести быстрое расследование, а спикер Палаты представителей Мартин Ромуальдес был «глубоко опечален» убийством.
Human Rights Watch призвала Маркоса принять меры для предотвращения дальнейших смертей журналистов.